# !ll nut up fam
!ll nut up fam（イルナップファム）とは日本の劇団である。演劇公演以外にもイベントなども手掛ける。主宰は朱木雀空。

## 概要
2016年1月に上演した旗揚げ公演『Animo（）』を皮切りに、これまで5年間で40作品以上の芝居づくりを実施。脚本・演出は全て主宰である朱木雀空が手掛けてきた。団体のコンセプトでもある「大人も子供も楽しめる」視点を重視し、ポップなコメディ作品から命の在り方を問うシリアスな作品まで幅広く取り扱う。
2020年4月には4周年記念と題し4週間連続公演『ナップ×ナップ×ナップ×ナップ』を企画するも、コロナ禍による緊急事態宣言により無観客収録での芝居公演となる。そこでは『Fam2021便』、『ドウトク』を映像作品として発表。その後も「made in shakku」と題した主宰・朱木雀空の思考や劇団員の魅力を深掘りする企画を実施。
その他、オペラとのコラボレーションで新企画も実施している。劇場だけでなく演劇では珍しいライブハウスでの公演も数多く手掛けている。
姉妹団体に、同じく朱木雀空が手掛けた「Superb Sick Squad（）」がある。

## メンバー
朱木雀空（あかぎしゃっくう）
山本健一（やまもとけんいち）
にこにこヅき
竹野メフメット（たけのめふめっと）
葉月楓（はづきふう）
塩田花（しおだはな）
冨田浩児（とみたこうじ）
美鳳（みほ）
川島唯（かわしまゆい）
髙橋龍史（たかはしりゅうじ）

## 旧メンバー
藤代海（ふじしろかい）

## 過去の公演

### 舞台
- !ll nut up fam新春公演『animo(あにもー)』(2016年1月8日 - 1月10日、萬劇場 )
- 1周年記念♪パーティー気分で遊びに来てね公演『fam fiction』[7](『death nut up fam(デスナップファム)』『ファムクエスト』二本同時上演) (2017年3月29日 - 4月2日、cafe&bar木星劇場 )
- 2周年記念公演『np tempo(ナップテンポ)』[8](2018年1月26日 - 1月28日、萬劇場 )
- 『はぴりっしゅ』[9](2018年3月29日 - 4月1日、cafe&bar木星劇場 )
- 『とことん雀海』[10](2018年5月4日 - 5月6日、cafe&bar木星劇場 )
- カイくん胆石バイバイ公演『FAM313便』[11](2018年5月31日 - 6月3日、cafe&bar木星劇場 )
- 『岩根くんと冨田くん』(2018年6月26日、cafe&bar木星劇場 )
- !ll nut up fam夏休み公演『fammer vacation』[12](2018年8月10日 - 8月12日、cafe&bar木星劇場 )
- 10月もやっちゃおう公演『ナップキャンディ』[13](2018年10月12日 - 10月14日、cafe&bar木星劇場 )
- 一年を振り返ろうの会『イヴナップ』[14](2018年12月24日、cafe&bar木星劇場 )
- 3周年記念公演『ファムファーレ』[15](2019年1月5日 - 1月6日、萬劇場 )
- 『喫茶デス。』[16](2019年3月29日 - 3月31日、cafe&bar木星劇場 )
- ナップ×ナップ×ナップ 3周年だから3週間！木星劇場で大暴れSP[17][18][19]
  - ボーイズナップ『バカサワギ』[20][21](2019年6月12日 - 6月16日、cafe&bar木星劇場 )
  - ガールズナップ『毒りんご』[22][23](2019年6月19日 - 6月23日、cafe&bar木星劇場 )
  - !ll nut up fam『Out FoX』[24][25](2019年6月27日 - 6月30日、cafe&bar木星劇場 )
- 今年も1年ありがとう公演『ニギル』[26][27][28](2019年12月25日 - 12月29日、千本桜ホール )
- ナップ×ナップ×ナップ×ナップ 4月に4周年だから4週間！[29][30]※ツイキャスにて開会式、閉会式のみ配信
  - 『FAM2020便』[31](2020年4月2日 - 4月5日、千本桜ホール )※公演中止　「おうちでチケット♡」としてDVD化し期間限定で販売[32]
  - Dark nut up fam『ドウトク』[33](2020年4月8日 - 4月12日、千本桜ホール )※公演中止　「おうちでチケット♡」としてDVD化し期間限定で販売
  - 『Let's Pon☆Time』[34][35](振付・演出：白井美帆(!ll nut up fam)(2020年4月2日 - 4月5日、千本桜ホール )※公演中止　「おうちでチケット♡」としてDVD化し期間限定で販売
  - Superb Sick Squad『Princess is dead♡』[36](2020年4月13日 - 4月19日、千本桜ホール )※公演延期⇒2021年5月19日 - 5月23日、千本桜ホール
- 『JACK IN THE BOX』[37][38](2020年8月30日、千本桜ホール )
- backseatplayer『Honey Funny Xmas(ハニーファニークリスマス)』[39](音楽プロデュース：蛯澤亮)(2020年12月2日 - 12月19日、俳優座劇場 )
- !ll nut up fam X Opera vol.1『愛の妙薬』[40](2021年4月15日 - 4月18日、LiveHouse OnlyYou )
- !ll nut up fam『THANK GOD I'M DEAD』[41][42][43](2021年6月23日 - 6月27日、LiveHouse OnlyYou )
- backseatplayer『掌サイズのファンタジー』[44](2021年12月15日 - 12月19日、シアターグリーン BASE THATER )
- 『とことん雀海』ど年末だよ！愉快な仲間たちと大晦日まで芝居やっちゃうぜ、やっちゃうんだよ！2021年はまだまだ終わらない！おいおい！年なんか越させないぜスペシャル！[45](2021年12月28日 - 12月31日、千本桜ホール )
- 『LAST RENTAL VIDEO』[46](2022年4月6日 - 4月6日、萬劇場 )
- 『ドウトク』[47](2022年7月5日 - 7月10日、千本桜ホール )
- 『俺、冨田浩児』[48](2022年10月8日 - 10月10日、千本桜ホール )
- 『BLAST NIGHT』[49](2022年12月21日 - 12月25日、千本桜ホール )
- 『M!X』[50](2023年2月16日 - 2月19日、studioZAP! )
- 『26/26』(2023年5月10日 - 5月14日、萬劇場 )
- !ll nut up fam『バカサワギ』(2023年6月14日 - 6月18日、studioZAP! )
- 『ドウトク』(2023年8月30日 - 9月3日、studioZAP! )
- 『ニギル』(2023年11月2日 - 11月5日、studioZAP! )
- !ll nut up fam『クリスマスおジャマシマス』(2023年12月20日 - 12月25日、studioZAP! )
- 『M!X』(2023年12月27日 - 12月31日、studioZAP! )
- 『MINIM!X』[51](2024年2月13日 - 2月14日、cafe&bar木星劇場 )
- 『MINIM!X』[52](2024年3月25日、cafe&bar木星劇場 )
- 『バカサワギ』[53]2024 (2024年4月9日 - 4月14日、studioZAP! )
- 『MINIM!X』[54](2024年4月29日、cafe&bar木星劇場 )
- 『MINIM!X』(2024年5月31日、cafe&bar木星劇場 )
- 『1123GO8』[55](2024年6月26日 - 6月30日、萬劇場 )
- 『ドウトク』[56](2024年7月30日 - 8月4日、studioZAP! )
- 『MINIM!X』[57](2024年8月10日、cafe&bar木星劇場 )→台風接近のため2024年8月29日に延期
- 『MINIM!X』(2024年9月9日、cafe&bar木星劇場 )
- 『MINIM!X』(2024年10月9日、cafe&bar木星劇場 )
- !ll nut up fam『Xmas裁判！』[58](2024年12月19日 - 12月25日、studioZAP! )
- 『M!X』[59](2024年12月27日 - 12月29日、studioZAP! )
- カイくんバイバイ公演『LAST BATTLE』[60](2024年12月31日 、萬劇場 )
- 『M!X』(2025年1月27日、cafe&bar木星劇場 )
- 『M!X』(2025年3月7日、cafe&bar木星劇場 )

### イベント
- 『1周年を振り返るの会』(「1周年記念♪パーティー気分で遊びに来てね公演『fam fiction』」期間中　全3公演) (2017年3月29日 - 4月2日、cafe&bar木星劇場 )
- 『イルナップ展』[61](2017年11月28日 - 11月29日、cafe&bar木星劇場 )
- 『だいちゃん生誕祭♡』(「『岩根くんと冨田くん』」内)(2018年6月26日、cafe&bar木星劇場 )
- 『カイたんありがとうの会』（胆石胆嚢除去手術ドキュメンタリー）(一年を振り返ろうの会『イヴナップ』2部)(2018年12月24日、cafe&bar木星劇場 )
- 『1年を振り返ろうの会』(一年を振り返ろうの会『イヴナップ』3部)(2018年12月24日、cafe&bar木星劇場 )
- バレンタインイベント♡『チョコっとナップ学園』[62](2019年2月14日、cafe&bar木星劇場 )
- !ll nut up fam番外編企画『トミーの一日店長♡』[63](2019年2月19日、エビスSTARバー )
- 『とみーの生誕10000日目‼だから雀空とだいちゃんの1日店長♡』(2019年5月14日、エビスSTARバー )
- ナップ×ナップ×ナップ 3周年だから3週間！木星劇場で大暴れSP[64][65](2019年6月10日 - 6月30日、cafe&bar木星劇場 )
  - 『開会式・とことん雀海』[66][67][68][69](2019年6月10日)
  - 『第1回！本当に仲がいいのはどっちだ？試される2人の関係。友情対決！』[70](2019年6月11日)
  - 『第2回！本当に仲がいいのはどっちだ？試される2人の関係。友情対決！』[71](2019年6月17日)
  - 『トーク三昧回！』(2019年6月24日)
  - 『イルナップ遠足in横浜！&原宿2本立て』(2019年6月26日)
  - 『閉会式』[72][73][74][75][76][77](2019年6月30日)
- 『トミゾラ🌈1日店長』[78](2019年9月2日、エビスSTARバー )
- 『トミーの一日店長』[79](2019年12月9日、エビスSTARバー )
- クリスマスプレゼントイベント『イヴナップ』[80][81](2019年12月24日、千本桜ホール )
- 『コウジトミタ生誕祭』[82](2021年12月27日、千本桜ホール )
- 『LAST RENTAL VIDEO上映会～たぶんほぼ副音声～』[83](2022年5月16日、LiveHouse OnlyYou )
- 『俺、冨田浩児』(2022年10月8日 - 10月10日、千本桜ホール )
  - アフターイベント『冨田親子トーク』(2022年10月8日)
  - アフターイベント『冨田浩児、10年後の役者冨田浩児へお手紙』(2022年10月9日)
  - アフターイベント『!ll nut up famの愉快な仲間たちたち』(2022年10月10日)
- 『M!X』(2023年12月27日 - 12月31日、studioZAP! )
  - 『冨田浩児生誕祭』(2023年12月27日)
  - アフターイベント『なななっぷを振り返ろう』(2023年12月31日)
- 『冨田浩児初海外in韓国』(『トミフェス』[84]期間中に開催) (2024年1月21日、cafe&bar木星劇場 )
- 『チョコナップ』(2024年2月14日、cafe&bar木星劇場 )
- 『M!X』(2024年12月27日 - 12月29日、studioZAP! )
  - アフターイベント『冨田浩児生誕祭』(2023年12月27日)
  - アフターイベント『8なっぷを振り返ろう』(2023年12月29日)

### 配信
- made in shakkuu(メイドインシャックウ)
  - 『家族会議・雀海編』[85](2020年6月13日)
  - 『家族会議・冨田浩児大解剖編』[86](2020年6月20日)
  - 『イルナップファム的芝居の作り方編「宇宙船地球号」』[87](2020年6月27日)
  - 『第１回イルナップ王決定戦！』[88](2020年7月11日)
  - 『もっとシュパーブを知ろう！そして仲良くなろう企画！』[89](2020年8月8日)
  - 『原点にかえってまじめなトーク回！』[90](2020年8月21日)
- 『7周年だぜ！もう7年か、いやいやまだまだこれから！12＋12＝24時間今年も騒ぐぜ配信』[91](2023年1月7日 - 1月8日、ツイキャス )
- 『8周年だぜ！ 8年にもなると「ぜ」が出ちゃうよね。 でも８ってめっちゃ縁起よし！ !ll nut up famを広げよう末広がり配信！』[92](2024年1月8日 - 1月9日、ツイキャス )
- 『９周年記念配信📺　#ナップナイン』[93](2025年1月8日 - 1月9日、ツイキャス )

### 外部公演・イベント
- 萬劇場ショートストーリーコレクションvol.5『イるテーション』(2016年7月22日 - 7月24日、萬劇場 )※ベストショートストーリー人気投票1位作品
- 萬劇場ショートストーリーコレクションvol.6『ファムってる』[94][95](2017年8月10日 - 8月13日、萬劇場 )※2年連続ベストショートストーリー賞受賞作品
- ドラゴンスープレックス THE REAL!『ファムってる〜G・F〜』[96](2018年10月10日、池袋 Live inn ROSA )

### ラジオ
- （略して）シブラジ！！ (2019年11月17日、渋谷クロスFM )  - 朱木・葉月 ゲスト出演